# ترمینو سولاسترادا دل وینو
ترمینو سولاسترادا دل وینو (به ایتالیایی: Termeno sulla Strada del Vino) یک کومونه در ایتالیا است که در تیرول جنوبی واقع شده‌است. ترمینو سولاسترادا دل وینو ۱۹٫۴ کیلومتر مربع مساحت و ۳٬۲۹۶ نفر جمعیت دارد و ۲۷۶ متر بالاتر از سطح دریا واقع شده‌است.

## خواهرخوانده
شهرهای میندلهایم، شواتس و رودرمارکت خواهرخوانده‌های ترمینو سولاسترادا دل وینو هستند.